# Parigi-Camembert 1953
La Parigi-Camembert 1953, quattordicesima edizione della corsa e valida come evento del circuito UCI categoria CB1.1, si svolse il 7 aprile 1953. Fu vinta dal francese Jean Guéguen.

## Ordine d'arrivo (Top 10)
| Pos. | Corridore                  | Squadra                    | Tempo                      |
| ---- | -------------------------- | -------------------------- | -------------------------- |
| 1    | Jean Guéguen               | Mercier-Hutchinson         |                            |
| 2    | Emile Guerinel             | Alcyon-Dunlop              |                            |
| 3    | Gilbert Bauvin             | Gitane-Hutchinson          |                            |
| 4    | Maurice Petry              | -                          |                            |
| 5    | Robert Houelbec            | Arliguie-Hutchinson        |                            |
| 6    | Louis Caput                | Gitane-Hutchinson          |                            |
| 7    | Louis Viola                | Colomb                     |                            |
| 8    | Gino Sciardis              | Mercier-Hutchinson         |                            |
| 9    | Pierre Gaudot              | La Perle                   |                            |
| 10   | 21 ciclisti a s.t. ex æquo | 21 ciclisti a s.t. ex æquo | 21 ciclisti a s.t. ex æquo |